# Lista de personagens de 30 Rock
A seguir se apresenta a lista das personagens de 30 Rock, uma série de televisão de comédia de situação norte-americana. Criada por Tina Fey, é transmitida nas noites de quinta-feira pela rede de televisão National Broadcasting Company (NBC). 30 Rock retrata os bastidores de uma série fictícia de comédia intitulada The Girlie Show with Tracy Jordan, que supostamente é emitida na NBC. O nome "30 Rock" refere-se ao endereço do GE Building onde os NBC Studios estão localizados, 30 Rockefeller Plaza. Esta série é produzida pela Broadway Video e pela Little Stranger, Inc., em associação com a NBC Universal.
O elenco principal de 30 Rock é integrado por quatorze membros. Fey interpreta Liz Lemon, a argumentista-chefe do TGS. O elenco do TGS é estrelado por dois actores principais: a estrela de cinema nacionalmente famosa Tracy Jordan, interpretado por Tracy Morgan, e a co-estrela loura e extremamente narcisista Jenna Maroney, interpretada por Jane Krakowski. Josh Girard, interpretado por Lonny Ross, era membro do elenco do programa, até ter se despedido em 2010 e nunca mais ter voltado a fazer aparições na série. Jack "Danny" Baker, interpretado por Cheyenne Jackson, é o mais recente membro do elenco do TGS; contudo, não é creditado como personagem principal. Jack McBrayer interpreta o ingénuo estagiário da NBC e membro da comitiva de Tracy, Kenneth Parcell. Scott Adsit interpreta o sábio e espirituoso produtor do TGS, Pete Hornberger, enquanto Judah Friedlander é o guionista do TGS usuário de chapéus Frank Rossitano.
Alec Baldwin interpreta o executivo da rede NBC e mentor de Liz, Jack Donaghy. Keith Powell desempenha o papel do ex-aluno homossexual da Universidade de Harvard e argumentista do TGS, James "Toofer" Spurlock; Katrina Bowden, é a assistente dos guionistas do TGS Cerie Xerox; Grizz Chapman interpreta Grizz Griswold, um membro da comitiva de Tracy; Kevin Brown interpreta Dot Com Slattery, outro membro da comitiva de Tracy e melhor amigo de Grizz; e John Lutz é John D. Lutz, o argumentista do TGS que ninguém gosta. Apesar de todos estes serem creditados como personagens principais, apenas os dois primeiros apareceram em todos os episódios do seriado. Além disso, os últimos sete personagens nem sempre foram creditados como principais. Cerie, Toofer e Josh começaram a ser creditados a partir da segunda temporada, enquanto Dot Com, Grizz e Jonathan começaram a aparecer como personagens principais a partir da terceira temporada. Lutz foi o único personagem a ser creditado como principal a partir da quarta temporada. Além das personagens principais, há também as recorrentes, incluindo o Dr. Leo Spaceman, Dennis Duffy, Colleen Donaghy, e Sue LaRoche-Van der Hout, que são os únicos personagens recorrentes que apareceram em todas as temporadas da série.
Rachel Dratch, parceira de longa data e companheira de comédia de Fey no SNL, foi originalmente escolhida para interpretar Jenna Maroney. Dratch interpretou o papel no piloto original do show, no entanto, em Agosto de 2006, Jane Krakowski foi anunciada como a substituta de Dratch, resultando em Dratch interpretando vários personagens diferentes. Fey explicou a mudança ao observar que Dratch era "melhor adaptada para interpretar uma variedade de personagens secundários excêntricos", e que o papel de Jenna era para ser desempenhado em linha recta. Embora Fey passou a dizer que "Rachel e eu estávamos muito animadas com esta nova direcção", Dratch disse que não estava feliz com a mudança, falando que era um rebaixamento. Dratch estava céptica sobre as razões que lhe foram dadas para a mudança, e não estava feliz com a redução do número de episódios em que iria aparecer. Dratch apareceu apenas em episódios da primeira e da quinta temporada de 30 Rock. Chris Parnell, que interpreta o Dr. Leo Spaceman, apareceu no elenco principal do SNL. Vários outros membros do elenco do SNL já apareceram em 30 Rock, incluindo Will Forte, Jason Sudeikis e Jan Hooks, tendo os dois primeiros aparecido em quase todas as temporadas da série e a última sendo a mãe de Jenna.

## Personagens

### Principais
A série conta com sete personagens que aparecem durante os créditos de abertura, e outras sete personagens que não aparecem nestes créditos, mas recebem o nome de personagens principais. Além disso, um personagem foi expulso do seriado durante a quarta temporada.

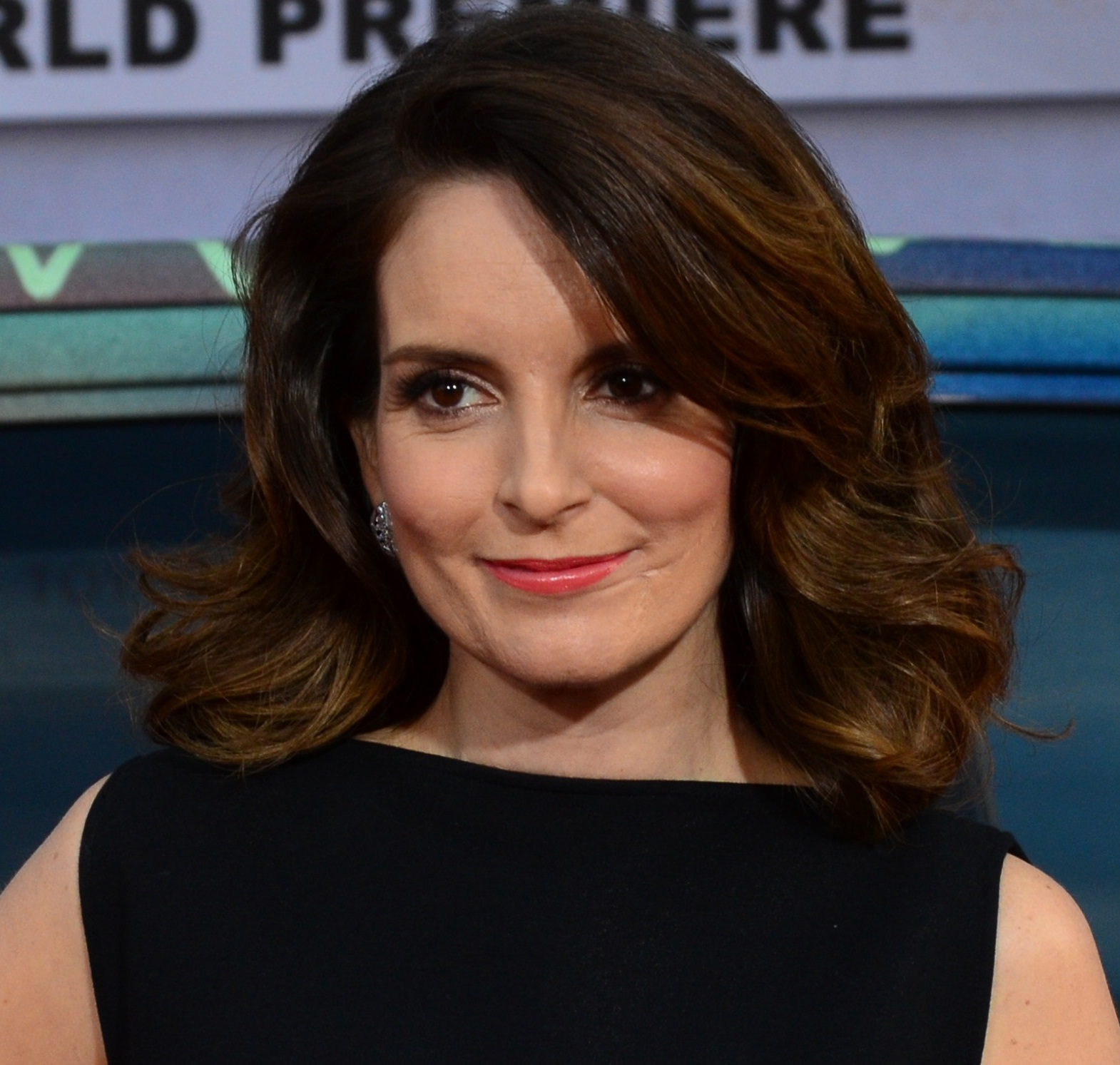
Tina Fey, intérprete de Elizabeth Miervaldis "Liz" Lemon, argumentista-chefe e criadora do TGS.

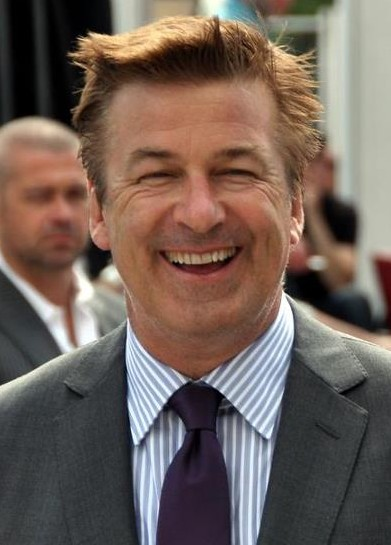
Alec Baldwin, intérprete de John Francis "Jack" Donaghy, executivo da NBC.

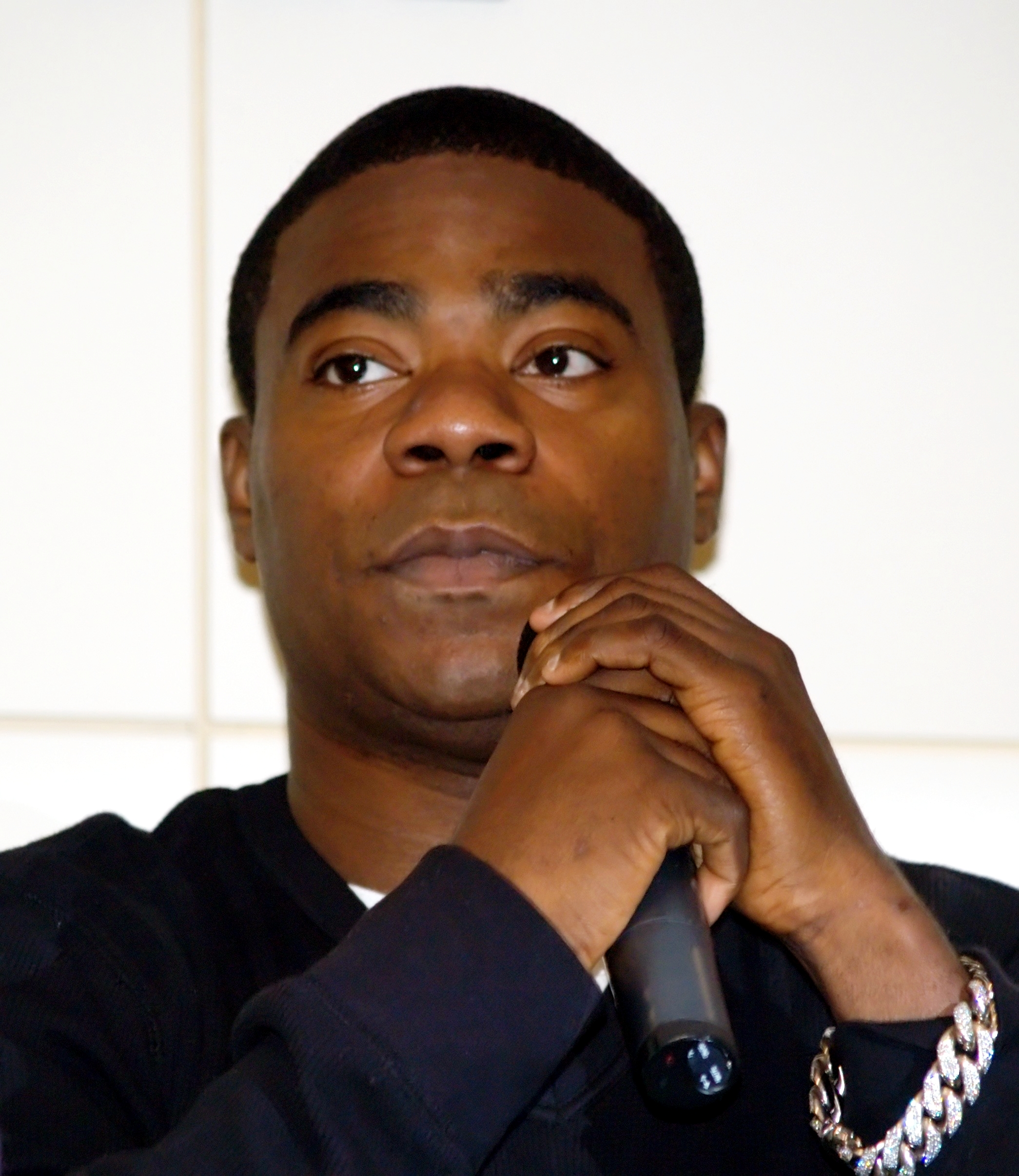
Tracy Morgan, intérprete de Ogbert "Tracy" Jordan, o astro do TGS.

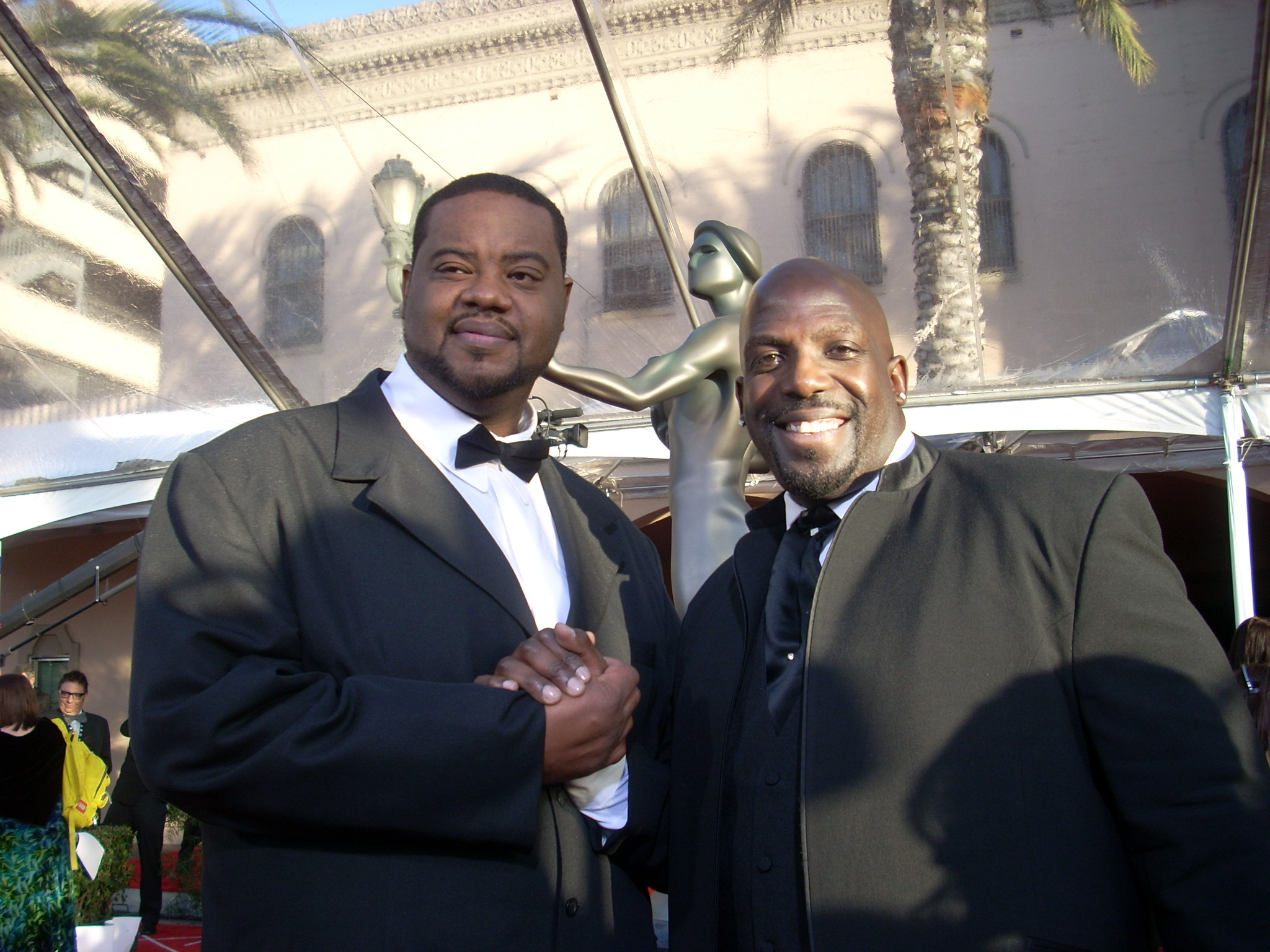
Grizz Chapman (esquerda) e Kevin Brown, intérpretes de Warren "Grizz" Griswold e Walter "Dot Com" Slattery, respectivamente.

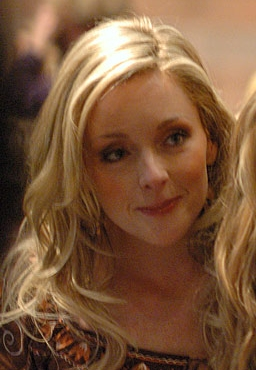
Jane Krakowski, intérprete de Jenna Maroney, estrela do TGS.

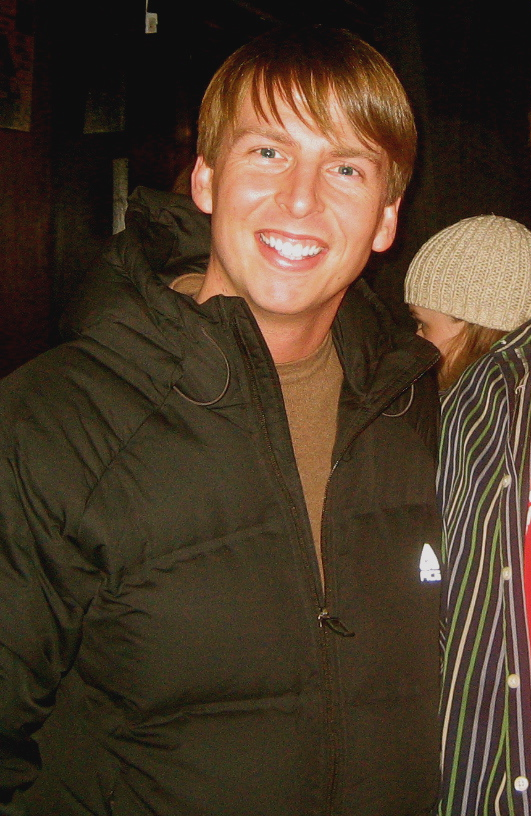
Jack McBrayer, intérprete de Kenneth Ellen Parcell, estagiário da NBC.

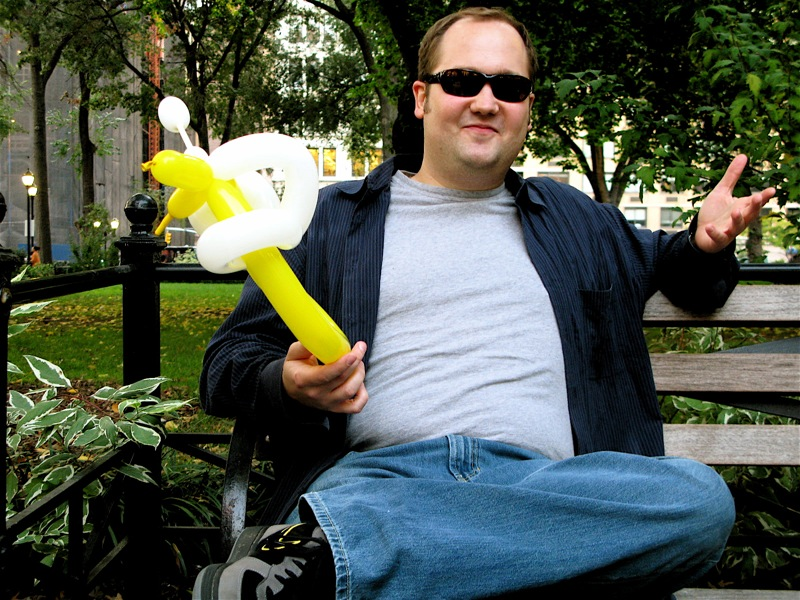
John Lutz, intérprete de John D. Lutz, argumentista do TGS.

| Personagem       | Intérprete        | Caracterização |
| ---------------- | ----------------- | --- |
| Liz Lemon        | Tina Fey          | Elizabeth Miervaldis "Liz" Lemon (White Haven, 14 de Outubro de 1970) é a argumentista-chefe do The Girlie Show with Tracy Jordan (TGS). Jack, em uma simples olhadela, descreveu-a exactamente como uma "feminista de Nova Iorque, universitária, educada, solteira-e-finge-ser-feliz-com-isso, atolada, sem sexo, compra qualquer revista com a inscrição 'imagem corporal saudável' na capa e de dois em dois anos faz tricô durante... uma semana." Uma grande fã da saga de filmes Star Wars, tendo se vestido de Princesa Leia por quatro Dias das Bruxas consecutivos, Liz é vista várias vezes a dizer palavras e frases que acabaram por tornar-se em slogans, tais como "Blerg!", "What the What?" e "I Wan't to Go tho There". Ela carece em habilidades sociais e é uma comilona compulsiva, maioritariamente ingerindo comida de plástico. Apesar do seu elevado padrão para homens, personificando os seus critérios no Austronauta Mike Dexter, Lemon já teve vários relacionamentos problemáticos.                                                                            |
| Jack Donaghy     | Alec Baldwin      | John Francis "Jack" Donaghy é o decisivo e controlador executivo da NBC que constantemente interfere com o que acontece no TGS. Um católico irlandês e republicano, ele é retratado como um executivo meigo e escrupuloso, com uma afinidade para mandar elogios, que são geralmente destinados à Liz (a quem ele sempre se refere pelo apelido). Embora inicialmente sua prioridade é dirigir um empreendimento bem sucedido, Jack foi apresentando um lado humano ao longo da série. Ele já foi casado por duas vezes, e do seu último casamento surgiu a sua filha, Elizabeth "Liddy" Donaghy, nomeada como uma homenagem à Lemon. |
| Tracy Jordan     | Tracy Morgan      | Ogbert Jordan, mais conhecido pelo nome artístico Tracy Jordan, é a estrela do TGS with Tracy Jordan. Ele é um astro do cinema bem-sucedido com uma alta reputação de errático e imprevisível. Essa reputação é bem merecida e é uma tentativa intencional de sua parte de manter a sua "personalidade louca" aos olhos da média. No ep piloto, Jack força Liz a contratar Tracy para ser a nova estrela de sua comédia. Para o desgosto de Liz e Jenna, Jack muda o nome do programa para enquandrar Tracy. Tracy permaneceu como estrela do TGS desde então. No piloto original da série, o nome do personagem era Lawrence Jordan. |
| Jenna Maroney    | Jane Krakowski    | Jenna Maroney (Bakersfield, 24 de Fevereiro de 1969) é a narcisista e auto-centrada co-estrela do TGS e melhor amiga de Liz. Geralmente, ela enquadra-se no estereótipo da "loira burra". Por detrás das câmaras, ela é vaidosa, frequentemente mentindo sobre sua idade e usa a sua sexualidade para manipular homens, e tenta sempre chamar atenção para si própria. Ela tenta parecer inteligente aos olhos dos fãs e ao público em geral, mesmo indo tão longe ao ponto de dizer à Life and Style Magazine que seu livro favorito é o Alcorão. |
| Kenneth Parcell  | Jack McBrayer     | Kenneth Ellen Parcell é um estagiário alegre obediente nascido no sul que trabalha na NBC. Ele diz que "vive para a televisão". Nos primeiros eps, parecia que Kenneth não estava muito familiarizado com o pessoal de Liz Lemon, ou mesmo com a própria Liz. Durante o decorrer do seriado, a personagem tornou-se muito familiar com as outras pessoas do TGS, principalmente com Tracy e Jack. Embora membro da comitiva de Tracy, Kenneth muitas vezes age como se fosse seu assistente, mesmo indo tão longe a ponto de comprá-lo nachos do Estádio Yankee. |
| Pete Hornberger  | Scott Adsit       | Peter "Pete" Hornberger é o produtor são de raciocínio rápido do TGS, que serve como um amigo de confiança de Liz. De acordo com ele, se conheceram em "um encontro às cegas que ocorreu há dez anos". No ep piloto, Jack despediu Pete sem consultar Liz, mas ela conseguiu convencê-lo a contratá-lo de volta. Liz muitas vezes confia em Pete, e às vezes, ele parece ser a única pessoa competente com quem ela trabalha com quem vai conversar quando se trata de gerir a sua vida pessoal. Filho de um congressita, casou-se com Paula Hornberger (Paula Pell) em um jardim botânico. Pete usa grandes elogios para manter Paula feliz, como quando ele percebeu que era Dia dos Namorados, que também é o dia do aniversário dela. Ele tem cerca de cinco filhos (ninguém realmente sabe ao certo) e tem medo do Kyle, porque "ele é muito forte". Ao falar ao telefone com o filho Kaleb, fingindo ser Elmo, Pete disse-o para "apontar o seu xixi para o penico". Há também Robert, a quem Jack se refere como "aquele um pouco assustador que está sempre a se esfregar no tapete". |
| Frank Rossitano  | Judah Friedlander | Francis "Frank" Rossitano é um argumentista do TGS. Ele é caracterizado por usar bonés de camioneiro desgastados com uma frase humorística estampada na parte da frente, o seu sarcasmo constante e uns grandes óculos de lentes grossas. Frank vive com a sua mãe e seu dinheiro do aluguer vai directamente para ela. Ele aparenta ser um pouco infantil, preguiçoso e libidinoso, apesar de também por vezes parecer ser perspicaz e mais inteligente do que aparenta à primeira vista. Ele sempre faz brincadeiras e jogos sobre e com os outros personagens. Uma vez, ele teve um caso de uma noite com Jenna. |
| Cerie Xerox      | Katrina Bowden    | Cerie Xerox é a atraente e descontraída assistente pessoal de Liz que geralmente usa roupas reveladoras para o trabalho, para a satisfação geral dos argumentistas masculinos. Muito do humor associado à sua personagem vem de coisas que ela diz e assume à cerca de Liz, como a ilusão de que ela é casada e tem dois filhos. Cerie não necessariamente respeita a sua chefe educadamente, como por exemplo quando Liz pediu-a para fazer o seu café e ela preferiu se divertir no sofá. Ela casou-se com Aris, um rapaz com quem noivou passadas apenas cinco semanas de relacionamento, na quarta temporada. |
| Toofer Spurlock  | Keith Powell      | James "Toofer" Spurlock é um orgulhoso ex-aluno afro-americano da Universidade de Harvard e argumentista do TGS, que muitas vezes discute com Tracy e Frank, embora ele e Frank frequentemente saiam juntos com Lutz. Toofer tem uma aversão aos aspectos estereotipados da cultura negra que ele acredita serem incorporados por Tracy. De acordo com Liz, Toofer tem "medo de pessoas negras", e segundo Jack, a sua alcunha é "Toofer" porque "com ele, você recebe um dois-por-um: ele é negro e rapaz de Harvard". Frank, um homem com quem ele dividia um escritório, chamou-o de "cromo negro à la Urkel". Foi revelado na quarta temporada que Toofer só foi contratado por causa da acção afirmativa, algo que o deixou bastante irritado. |
| Jonathan         | Maulik Pancholy   | Jonathan é o leal assistente de Jack que admira e muitas vezes mostra afeição evidente por ele. Dá-se a entender que Jonathan está apaixonado por Jack, semelhante ao relacionamento de Waylon Smithers e Mr. Burns em The Simpsons. Jack contratou-o após tê-lo confundido com M. Night Shyamalan em um avião. Jonathan tem inveja do relacionamento de Jack e Liz, mal-tratando Liz por várias ocasiões. Na terceira temporada, é mencionado que ele tem uma irmã que já foi detida em uma prisão de norte-coreanos, que Jack tirou de lá como um presente de Natal, de acordo com sua tradição de dar presentes luxuosos. Na quarta temporada, é revelado que a origem étnica de Jonathan é indiana, tendo em um ep ele falado com um contínuo em hindu. Ele revelou também que conheceu os seus "pais biológicos", o que leva à conclusão de que provavelmente ele seja adoptado. |
| Grizz Griswold   | Grizz Chapman     | Warren "Grizz" Griswold é um membro da comitiva de Tracy. Grizz é encarregue de acalmar Tracy quando ele fica hiper-activo, juntamente com uma vasta lista de responsabilidades. Ele tende a fazer observações sobre o estado emocional no qual os personagens se encontram, como "este é um dia muito especial!" e "é como uma montanha russa de emoções aqui dentro!" De acordo com Tracy, Grizz é "obcecado com telecomunicações" e poderia ter sido aceite na Marinha. Na segunda temporada, revela-se que ele tem um passado sexual com Liz, a quem chama de Beth quando estão a sós. O lado gentil de Grizz é demonstrado quando ele recua quando Kenneth, em uma alta concentração de cafeína, decide lutar com ele. Na quarta temporada, ele casou-se com Feyoncé. Grizz dirige a Griswold Talent Agency, que representa o actor Adam West. |
| Dot Com Slattery | Kevin Brown       | Walter "Dot Com" Slattery (21 de Setembro de ?) é um outro membro da comitiva de Tracy. Ele é motorista e cozinheiro de Tracy. Dot Com é retratado como um intelectual, tendo em conta que graduou-se da Universidade Wesleyan em 1993, onde uma vez interpretou Boris Alexeyevich Trigorin em The Seagull de Anton Chekhov, e tendo se recusado a juntar-se ao plano irracional de Tracy para escapar de Ridikolous no ep "The Source Awards". Ele espera um dia conseguir ter um iPhone, pois todo mundo vai estar com inveja. Depois que Jack lhe diz que a sua necessidade de ser a pessoa mais inteligente em qualquer conversa é irritante, Dot Com responde, em um tom triste: "Acho que é por isso que ainda estou solteiro". Na segunda temporada, ele revelou que costumava fazer parte da comitiva de Phil Spector. O seu pai tinha diabetes e proclamava que comia tudo o que queria, até que acabou por morrer no dia em que Dot nasceu. |
| J. D. Lutz       | John Lutz         | John D. Lutz é o argumentista do TGS preguiçoso e com excesso de peso que é muitas vezes insultado ou gozado pelo resto do pessoal. Ele é originalmente do Alaska, lugar onde odiava viver e onde sua avó morreu. Apesar da sua primeira aparição ter sido no ep piloto, as suas duas primeiras falas foram no ep "The Aftermath", onde também foi afirmado que ele tem um problema da tiróide. Muitas vezes, quando os personagens entram em cena para fazer um anúncio, eles gritam "Cala a boca, Lutz!", mesmo quando ele não está a dizer nada no momento. Lutz também menciona que andou no Oberlin College e que, após seu primeiro ano lá, tropeçou na estrada do SXSW. É mencionado na sexta temporada que Kellan Lutz é seu sobrinho. |
| Josh Girard      | Lonny Ross        | Josh Girard é o imaturo ex-astro do TGS. Antes de Tracy ser contratado, ele era a estrela masculina do programa. Liz conheceu-o enquanto ele fazia o espectáculo de abertura para um fantoche. Ele, Tracy e Jenna foram os três actores principais do espectáculo. Também foi revelado que a sua personagem é baseada em Jimmy Fallon, um ex-aluno do Saturday Night Live (SNL). Aparentemente, Josh costumava ser argumentista do TGS, bem como estrela do programa, e era frequentemente visto no escritório dos argumentistas; porém, as suas aparições em 30 Rock eram mínimas e foram diminuindo à medida que a série avançava, o que levou à saída de Ross do elenco durante o início da quarta temporada. |

### Recorrentes
A maioria das personagens recorrentes são trabalhadores da General Electric (GE), National Broadcasting Company (NBC) e da fictícia KableTown. Em uma entrevista de 2008 com a Fortune Magazine, Tina Fey disse que o personagem Don Geiss é baseado em Ben Silverman, o ex-co-presidente da divisão de entretenimento da NBC.

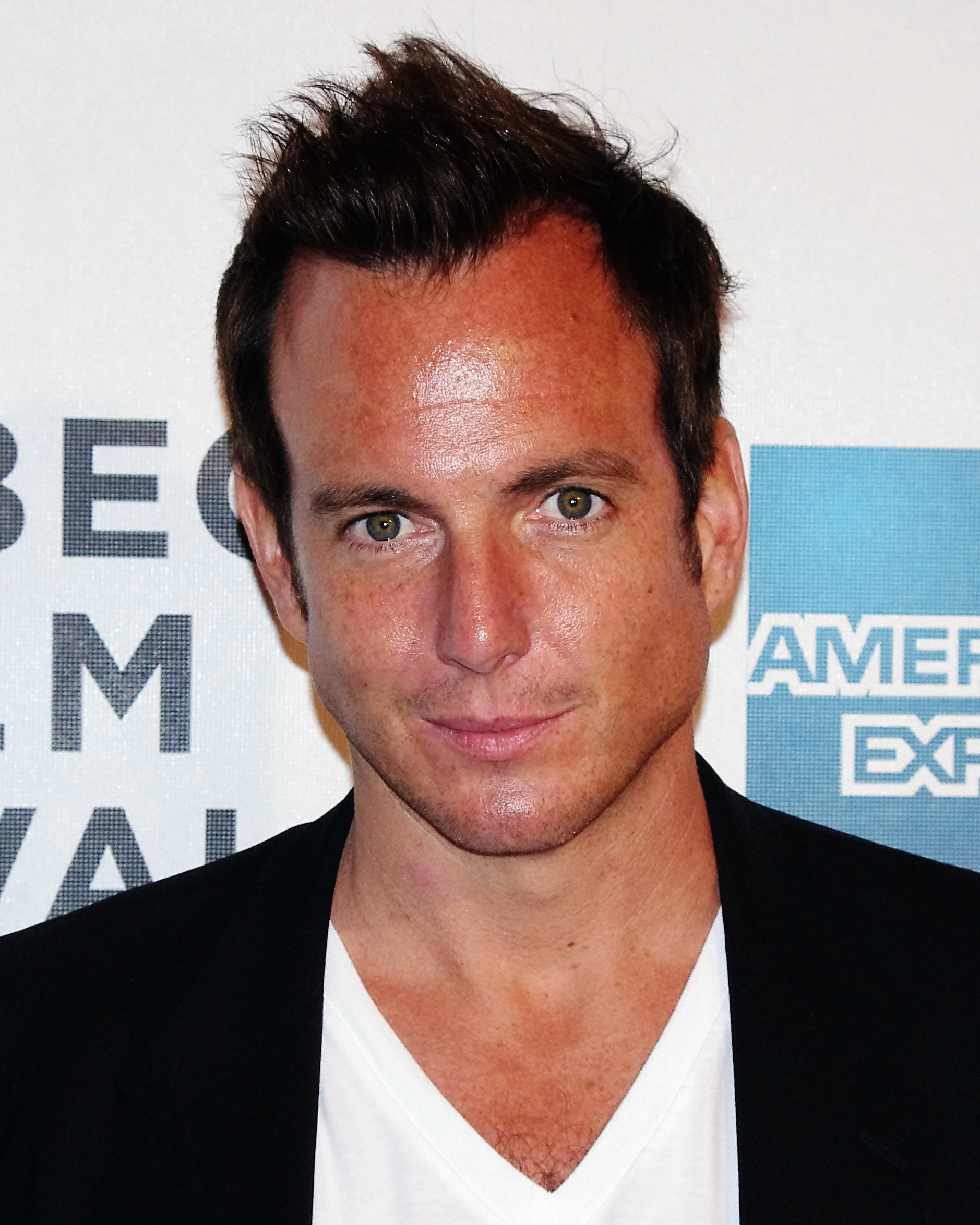
Will Arnett, intérprete de Devon Banks, arqui-inimigo de Jack.

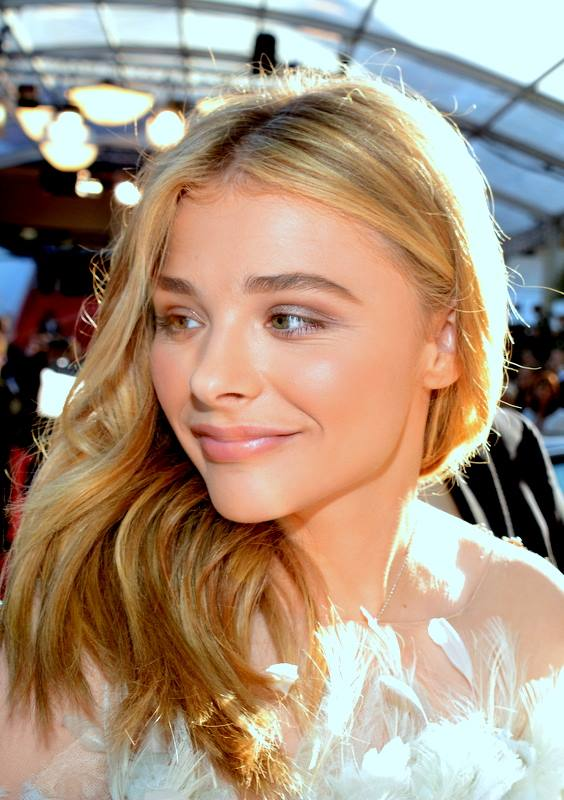
Chloë Grace Moretz, intérprete de Kaylee Hooper, neta de Hank.

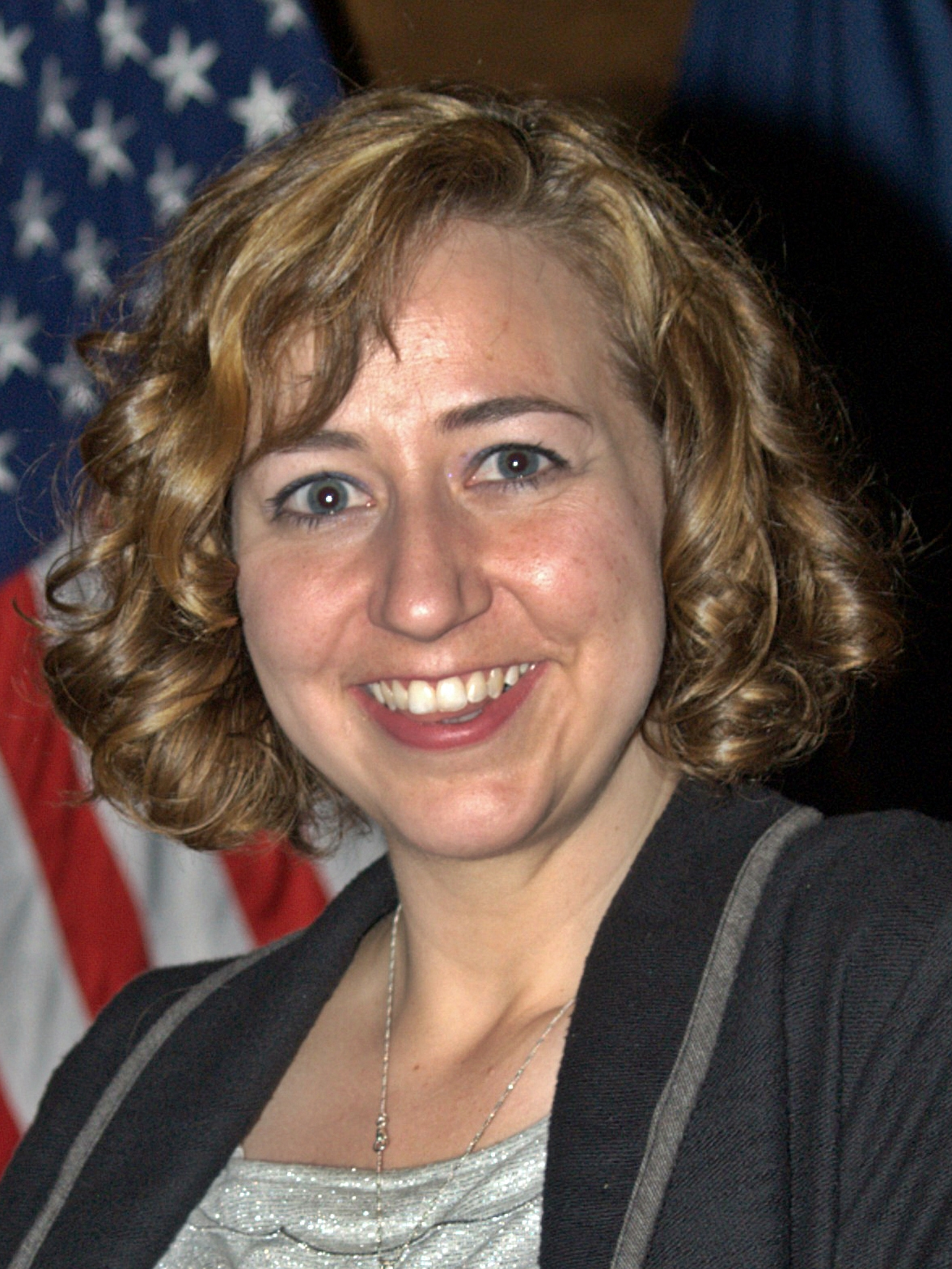
Kristen Schaal, intérprete de Hazel Wassername, estagiária do TGS.

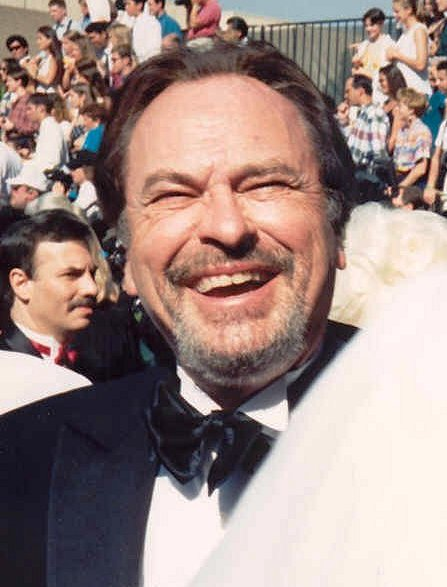
Rip Torn, intérprete de Don Geiss, CEO da GE.

| Personagem               | Intérprete         | Caracterização |
| ------------------------ | ------------------ | --- |
| Danny Baker              | Cheyenne Jackson   | Jack "Danny" Baker (nascido em Ottawa) é o mais recente membro do elenco do TGS. Ele começou a sua carreira como um artista de rua. Quando apareceu no seu primeiro dia de trabalho sem os trajes que costumava usar nas suas apresentações, foi informado que seu novo nome era Danny para evitar qualquer confusão com Jack Donaghy. Danny já teve uma relação curta com Liz, que foi desaprovada por Jack, e tem talento para cantar, algo que deixou Jenna bastante enraivada. Ele uma vez mencionou que não reconhece o sarcasmo porque o Canadá não tem uma grande população judaica, e que ficou chocado ao descobrir que é adoptado, embora sua mãe seja asiática e ele de cor branca.                                                            |
| Don Geiss                | Rip Torn           | Don Geiss (pronounciado /ˈɡaɪs/) é o ex-CEO da GE. Jack considera Geiss como seu mentor e ídolo. Ele tem uma filha mentalmente disturbada, uma segunda família secreta em Portugal, e uma terceira família também secreta. Don demonstrou ser um fã do trabalho de Tracy, tendo uma vez manifestado intreresse em produzir Fat Bitch 2, a sequela de um dos filmes anteriores de Tracy. Geiss é caracterizado como tendo tendências racistas e sexistas. No ep "Future Husband", ele morre vítima de um ataque de coração. Contudo, o ex-presidente (na vida real) da GE, Jack Welch, mantém sua morte em segredo, enquanto a GE negocia uma aquisição com a (fictícia) Kabletown. O seu corpo é criogenicamente congelado em carbonite.                  |
| Kathy Geiss              | Marceline Hugot    | Kathy Geiss é a filha de Don. Ela é uma mulher de 40 e tantos anos de idade que aparenta ter rosácea e raramente fala. Kathy tem uma afinidade com unicórnios e o actor Mark Wahlberg e gosta muito de telenovelas, inclusive as mexicanas. Ela é deficiente mental, tendo uma vez violentamente atirado o seu corpo contra a porta de uma casa-de-banho para abri-la em vez de fazê-lo com auxílio da maçaneta. Além disso, ela já foi vista a colocar carros de corrida de brinquedo na boca e comer flores, contudo tem um impressionante talento vocal, que foi comparado com o de Susan Boyle. Durante o tempo em que o seu pai esteve em coma, ela ocupou o título de CEO da GE e noivou com Devon Banks.                                           |
| Devon Banks              | Will Arnett        | Devon Banks é o ex-o vice-presidente do departamento de Notícias da Costa Ocidental, Conteúdo da Internet, e das Relações de Talentos do Parque de Diversões de Los Angeles para a NBC. Devon é o nemesis de longo tempo de Jack. Uma vez ele foi tão longe ao ponto de tentar causar a Jack um ataque do coração para que Don Geiss lhe visse como um fraco. Devon é um homossexual assumido, tendo uma vez revelado ter uma atracção por Clay Aiken, que é primo de Kenneth. Ele uma vez se envolveu num relacionamento amoroso com Kathy, alegando ter sido curado da sua homossexualidade pela "Igreja de Practicologia", porém Jack rapidamente descobriu que isto era mentira, uma vez que ele continuou a mostrar tendências homossexuais.         |
| Hank Hooper              | Ken Howard         | Hank Hooper é o chefe da Kabletown. Ele é um "homem de família" veterano da Guerra do Vietname. Hank frequentemente fica enraivado pela maneira como Jack gere o TGS, mas sempre tem um humor muito alegre, caracterizado por um riso incessante enquanto no mesmo tempo manda finos insultos e ameaças à Jack e à sua equipa. |
| Kaylee Hooper            | Chloë Grace Moretz | Kaylee Hooper é a neta de Hank, que se encontrava em uma competição incessante com Jack para tomar controle da KableTown quando Hank se reformasse. Quando Jack soube que ela era a única herdeira do seu chefe, tentou persuadir-lhe a investir em Oceanografia para que ela não pudesse assumir o título de CEO da empresa, contudo, ele nem desconfiava que ela tinha um plano secreto em mente para tirar-lhe da concorrência. Kaylie é caracterizada como uma rapariga adolescente bastante manipuladora e escrupulosa, tendo uma vez levado um Jack inocente a fazer-lhe ser expulsa da escola para que ela pudesse andar sem supervisão parental. O paradeiro dos pais de Kaylee é incerto, mas ela revelou que eles estão em uma viagem de esqui. |
| Howard Jorgensen         | Brian Stack        | Howard Jorgensen é o vice-presidente de Locomotivas da GE e um membro do conselho de administração. Um ex-mentor de Jack e casado com uma mulher filipina, tem dois filhos e vive numa casa com piscina. Jack afirma que as pessoas usam Jorgensen como bode expiatório. |
| Donny Lawson             | Paul Scheer        | Donny Lawson é o insano chefe dos estagiários da NBC, conhecido por seus insultos fracos contra o pessoal do TGS e gestos estranhos. Ele odeia Kenneth por causa de sua alegria excessiva, tendo uma vez ido tão longe ao ponto de transferi-lo para os estúdios da CNBC em Paramus, Nova Jérsia. Donny é introduzido pela primeira vez quando Jenna tenta encontrar um casaco sobressalente para Kenneth, após ter estragado o dele. Donny usa isso como uma desculpa para dar um demérito a Kenneth. Mais tarde, Donny tenta sabotar a oportunidade de candidatar Kenneth para o cargo de estagiário nas Olimpíadas de 2008 em Pequim para a NBC. |
| Jeffrey Weinerslav       | Todd Buonopane     | Jeffrey Weinerslav (pronounciado "weener-slave") trabalha para os recursos humanos da GE. Ele tentou mediar uma disputa entre Tracy e Jenna, mas falhou. Auto-descrito como um "transsexual com excesso de peso", ele uma vez aconselhou Liz durante as suas férias forçadas devido a um assédio sexual (que ela tentou prorrogar ao assediar-lhe também). |
| Sue LaRoche-Van der Hout | Sue Galloway       | Sue LaRoche-Van der Hout, também conhecida por "argumentista-feminina", é uma guionista do TGS que parece ser fluente em francês e holandês, falando com um sotaque franco-holandês pesado. De acordo com ela, a série The Mentalist é um remake do programa holandês Van der Hoot: Psychische (De Mentaalist), que é baseado na sua vida enquanto polícia nos Países Baixos. Aparentemente, Sue gosta de pornografia, uma vez que abandonou o escritório dos argumentistas quando Liz solicitou a remoção de todo o conteúdo pornográfico do gabinete, e ela pode ser ouvida a comentar que gosta de pornografia, quando Frank remove a firewall para que possa ver pornografia na internet.                                                             |
| Greta Johansen           | Rachel Dratch      | Legreta "Greta" Johansen é a tratadora de gatos do TGS. Ela uma vez se ofereceu para carregar a criança que Liz quer, e revelou que possui uma pequena fazenda a 60 milhas ao norte de Nova Iorque. Greta também aparenta ter uma obsessão por Liz, mencionando que gosta de assisti-la a assistir televisão. |
| Hazel Wassername         | Kristen Schaal     | Hazel Wassername é a nova estagiária do TGS, que substituiu Kenneth quando ele foi promovido ao departamento de supervisão de conteúdo. Inicialmente ela ficou a perseguidora de Liz e tentou assassinar Jenna para que fosse a sua melhor amiga. Hazel é caracterizada por um comportamento errático e louco, tendo revelado uma vez que abandonou os seus filhos em uma loja do Sears, e já teve um relacionamento com Kenneth. Contudo, ele terminou com ela após ela ser despedida após uma tentativa de persuadir Pete a deixá-la interpretar ao vivo no TGS. |

1. ↑  Excepcionalmente no episódio "Audition Day", a personagem foi interpretada pelo actor Daniel Genalo.
2. ↑  Isto é uma referência ao papel de Rip Torn no filme Eulogy (2004).

### Interesses amorosos de Liz

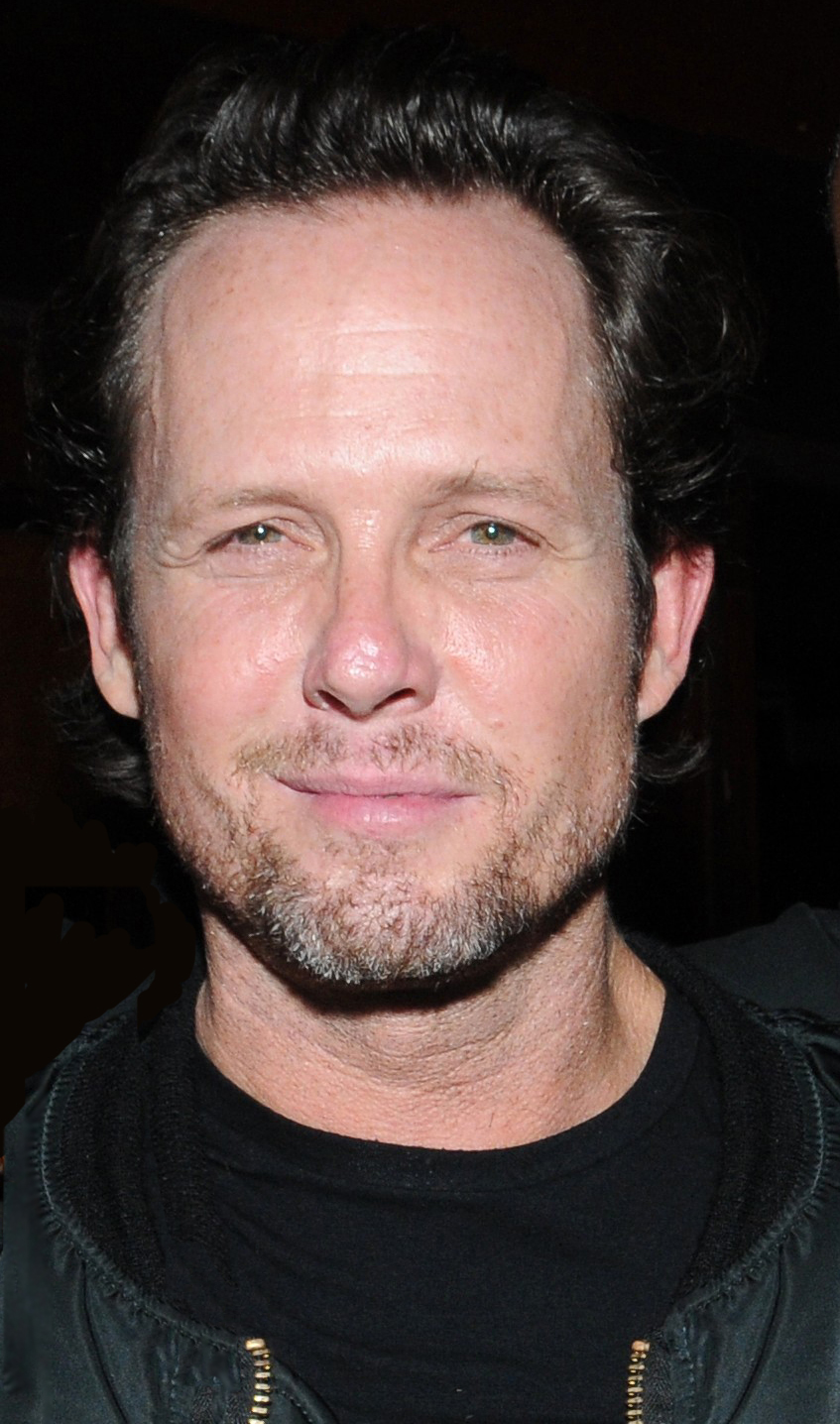
Dean Winters, intérprete de Dennis Duffy, namoro mais longo de Liz.

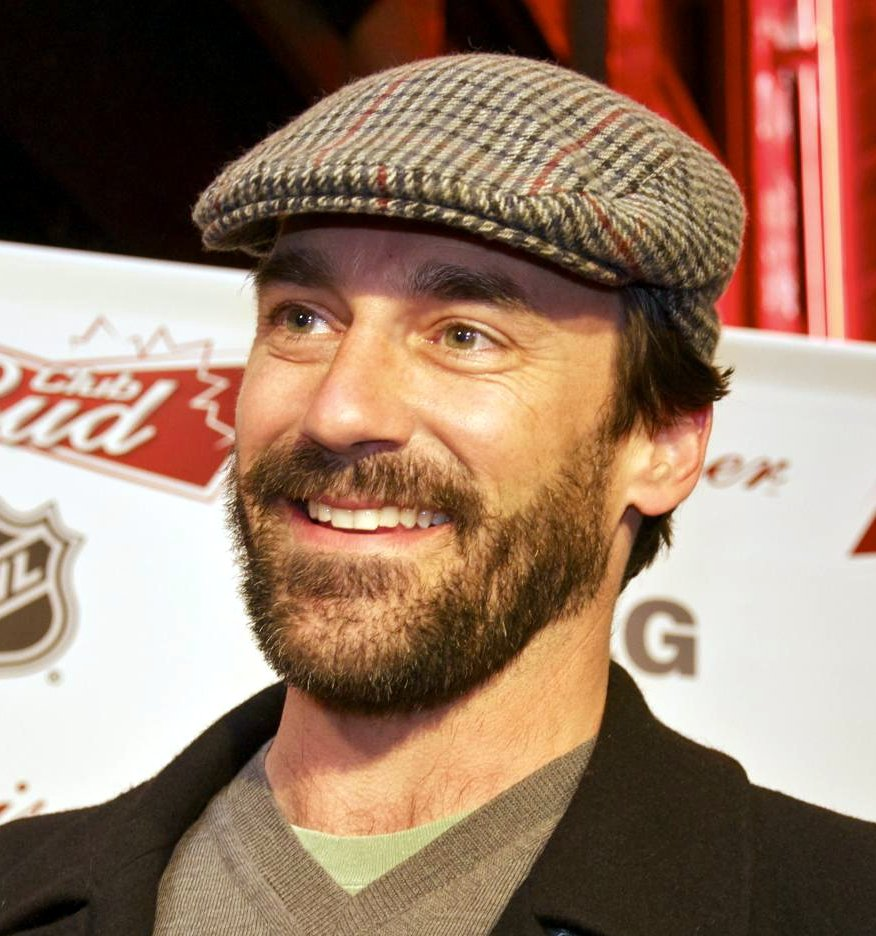
Jon Hamm, intérprete do Dr. Drew Baird, namorado de curto tempo de Liz.

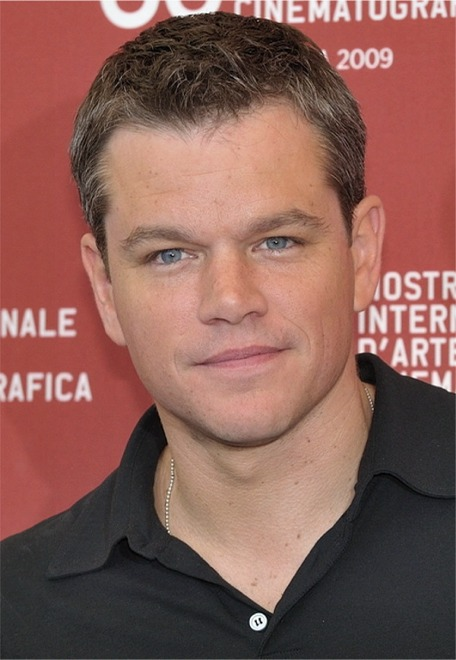
Matt Damon, intérprete do piloto Carol.

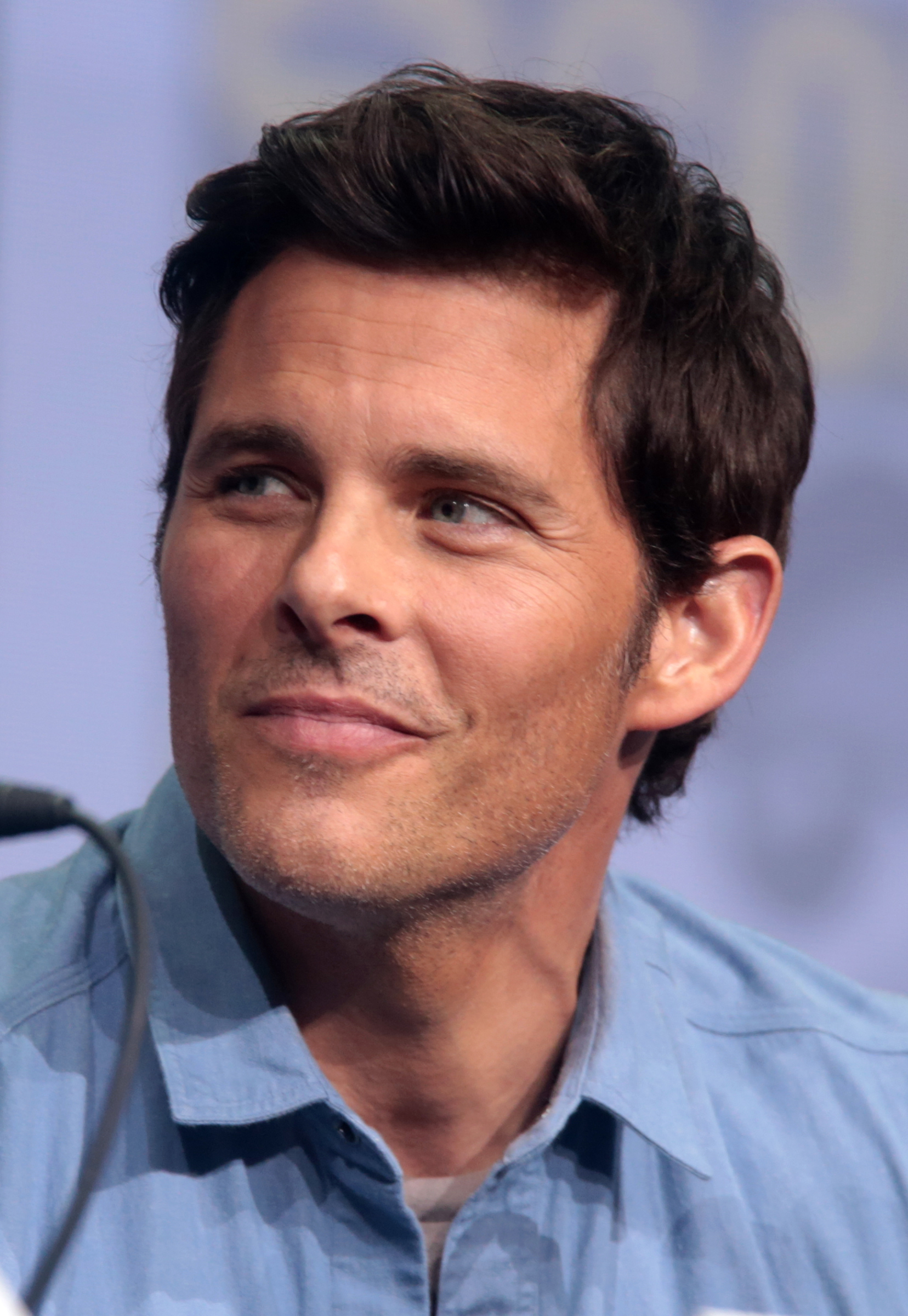
James Marsden, intérprete de Chriss Chros, marido de Liz.

| Personagem             | Intérprete     | Caracterização |
| ---------------------- | -------------- | --- |
| Dennis Duffy           | Dean Winters   | Dennis Duffy foi namorado de Liz durante três episódios consecutivos no início da primeira temporada, também fazendo aparições em todas as outras temporadas. Ele geralmente não agrada a maioria dos personagens, principalmente Jenna e muitas vezes a própria Liz. Dennis afirma ser o amor da vida de Liz, o que ela contesta. Dennis tem actos muito imaturos para um homem da sua idade, muitas vezes dizendo coisas que seriam esperadas de um adolescente. Liz e Dennis conheceram-se no final de 2002 ou no início de 2003 durante uma exibição do filme As Horas, quando de forma independente, os dois disseram ao mesmo tempo que o filme devia ser chamado de As Semanas. Eles namoraram por alguns meses e depois terminaram, e andaram neste círculo vicioso até a segunda temporada. Um fã muito devoto dos New York Islanders, já apareceu no programa de televisão Dateline, no qual foi o protagonista de uma investigação feita com uma câmara escondida que revelava que ele é um predador sexual online que estava à espera de conhecer uma rapariga de 16 anos, alegando que achou que ela tinha 22 anos. |
| Floyd DeBarber         | Jason Sudeikis | Floyd DeBarber é um advogado que trabalhava no GE Building. Ele apareceu pela primeira vez quando pede desculpas após acidentalmente mandar flores para Liz no Dia dos Namorados, com intenção de enviá-las para a sua então namorada Liz Lemler. Liz Lemon, que não sabe seu nome, apelida-lhe de "rapaz das flores" e desenvolve uma paixão por ele, que era tão forte ao ponto de despedir a namorada dele e o resto do pessoal da contabilidade, para que pudesse se aproximar dele. Liz começa a namorar com Floyd após integrar-se no seu grupo dos Alcoólicos Anónimos com o fim de chegar perto dele. Quando Floyd descobre que Liz estava a mentir sobre ser alcoólica, ele se sente traído, então, ela vai contar a ele todos os seus segredos, e assim inicia o namoro. Durante este tempo, ele tornou-se amigo de Jack, para o desgosto de Liz. No fim da primeira temporada, Floyd decide que Nova Iorque é demais para ele, e procura mudar-se para sua cidade natal, Cleveland, Ohio. O casal vai para lá de férias, e Floyd consegue um emprego, optando por ficar por lá, enquanto Liz opta pelo TGS, em Nova Iorque. Apesar de parecerem perfeitos para o outro, Floyd e Liz acabam devido ao stress de um relacionamento de longa distância. Até à quarta temporada, Liz tentou reconquistá-lo, sem sucessos. |
| Dr. Drew Baird         | Jon Hamm       | Drew Baird é um pediatra ex-vizinho de Liz. Ele apareceu pela primeira vez na terceira temporada, quando Liz acidentalmente ficou com o seu correio, leu-o e decidiu que ele era perfeito para ela, levando-a a criar uma personalidade falsa, a fim de tornar-se como ele. Eventualmente, eles começaram a namorar. Drew já se divorciou de uma mulher chamada Mandy e tem uma filha desse casamento chamada Bethany, uma adolescente rebelde que bebe vinho e muitas vezes começa incêndios. O primeiro encontro do casal foi no Dia dos Namorados de 2009, durante o qual não só Bethany ficou no apartamento de Liz, mas a mãe de Drew faleceu no hospital após adoecer. Durante o seu leito de morte, ela revelou a Liz que não era a mãe de Drew e que a pessoa que ele pensava ser sua irmã, era de facto sua mãe. Liz mais tarde contou isso a ele. Ele também tem uma tia chamada Gloria. Em um dos eps da terceira temporada, é mostrado que devido à sua beleza exterior, Drew não-intencionalmente "manipula" as pessoas à sua volta com a sua aparência. Liz, que fica desagradada com isto, mostra a ele que isso é chamado de "viver na bolha" e mostra-lhe que isto não é como as pessoas normais são tratadas. Contudo, Drew fica irritado e explode de raiva para Liz. Após pedir desculpas, ele pergunta se podem voltar a namorar, ao que Liz recusa. Drew é retratado como uma pessoa com conhecimentos muito estúpidos, tais como a falta de procedimentos básicos de saúde como a Manobra de Heimlich. |
| Wesley Snipes          | Michael Sheen  | Liz conheceu Wesley Snipes no quarto de recuperação de seu cirurgião oral depois de uma operação, mas não se lembrava da sua face. Ela descobriu-o em sua lista telefónica, listado em seus contactos como "futuro marido". Eles, então, começam a sair juntos, mas depois de alguns encontros desastrosos, percebem que não foram feitos um para o outro. Ao falar, Wesley frequentemente usa provérbios britânicos enganosos, que Liz reconhece como inventados. Ele fica descontente pelo facto do actor Wesley Snipes ter o seu nome, dizendo que ele (Wesley britânico) personifica o nome muito melhor. Wesley é rude com Liz e por vezes zomba de seu passado romântico e acredita que eles são "almas gémeas a assentar", tendo no fim da quarta temporada ficado noivos por um curto tempo, até que Liz desistiu da ideia. |
| Astronauta Mike Dexter | John Anderson  | Mike Dexter é o namorado astronauta de fantasia de Liz com quem ela sempre compara todos os outros homens. Ela menciona-o em vários eps, e ele finalmente aparece nas suas fantasias durante a quarta temporada. Em "Dealbreakers Talk Show #0001", ele diz a ela que tem que ir de volta ao espaço. Em "The Moms", ela revela que Mike Dexter é também o rei secreto do Mónaco. Liz realmente encontra um homem chamado Mike (embora ele seja um advogado) que se parece exatamente com Mike Dexter no casamento de Floyd, embora este revela ser um indivíduo gosta de ter relações sexuais com pessoas em trajes de mascote em parques estaduais, ato conhecido como yiff. Mike Dexter também aparece, embora não por esse nome, na "pornografia para mulheres" de Jack, que apresenta homens bonitos a perguntarem às mulheres sobre o seu dia, em que Liz é seduzida a comprar. |
| Carol Burnett          | Matt Damon     | Carol Burnett é um piloto que estabelece uma relação com Liz no final da quarta temporada. Na quinta temporada, os dois apresentam uma diferença de opinião sobre o quão sério seu relacionamento deve ser — Liz gosta de como casuais eles são, com Carol a viajar na maioria das vezes, mas ele quer que eles se tornem mais seriamente comprometidos um com os outro. Apesar de suas diferenças de opinião sobre o relacionamento, eles têm a mesmas peculiaridades e traços de carácter. Isso se torna um factor de problema mais tarde, quando o casal termina a relação depois de uma discussão extremamente aquecida em um avião que Carol pilotava. O seu sobrenome é revelado por Kenneth e é uma referência ao artista Carol Burnett. |
| Chriss Chros           | James Marsden  | Chriss Chros é um empresário desempregado que frequentou a Universidade Wesleyan e tirou um curso de etnomusicologia. Ele e Liz conheceram-se algures entre o fim da quinta temporada e o início da sexta no Riverside Park após Liz ter feito piada da sua camisa de gola alta. Ele gere uma carrinha de cachorros-quentes que vende cachorros-quentes orgânicos. Liz admite que ama Chriss após uma tentativa de ciúmes por parte de Dennis. Foi revelado no início da sétima temporada que eles estavam a tentar ter um filho, tendo eles se casado mais tarde na temporada e adoptado também duas crianças: Janet e Jerry, que são coincidentemente muito parecidos com Jenna e Tracy. |

### Cônjuges de Jack

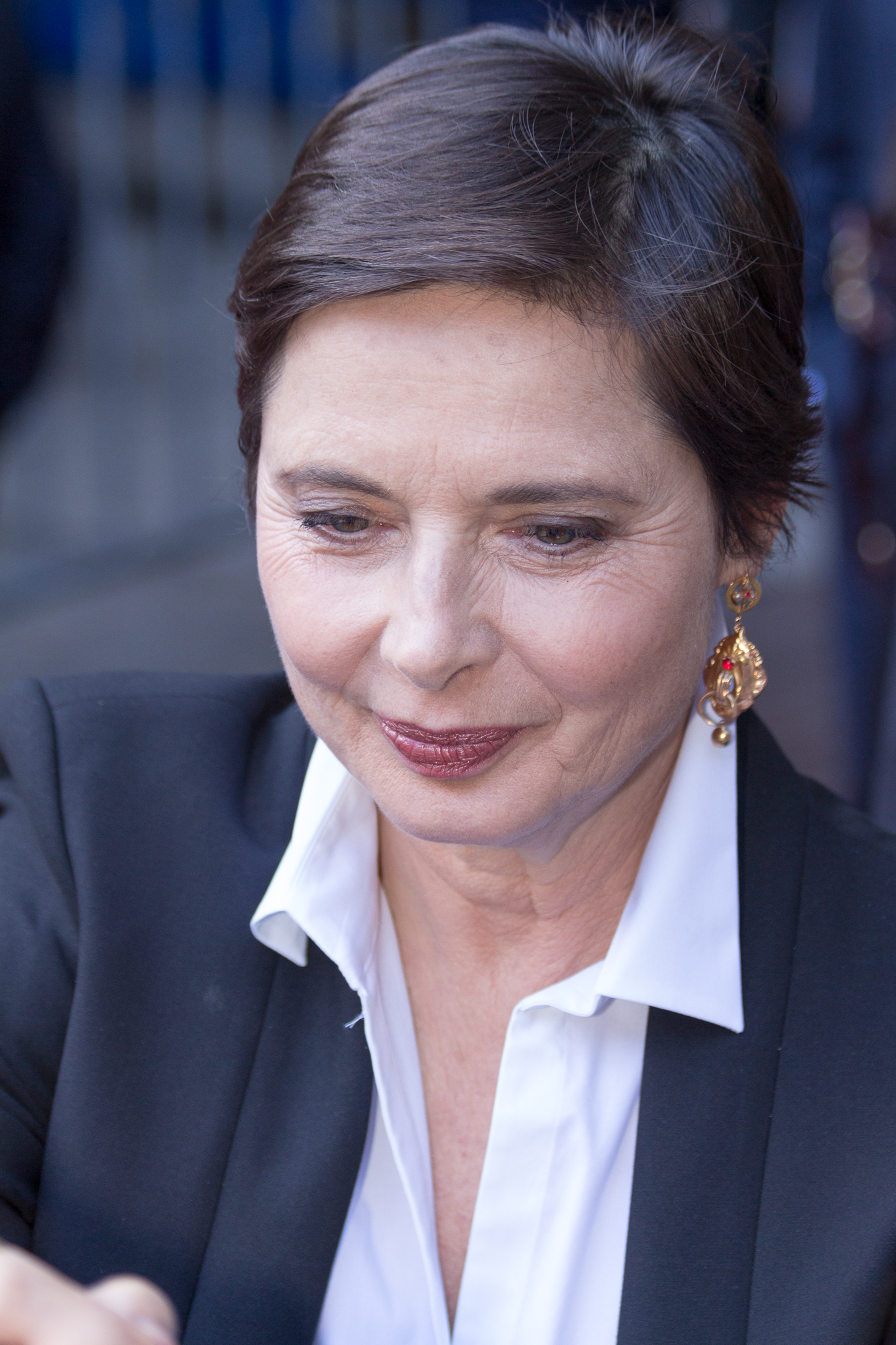
Isabella Rossellini, intérprete de Bianca, ex-esposa de Liz.

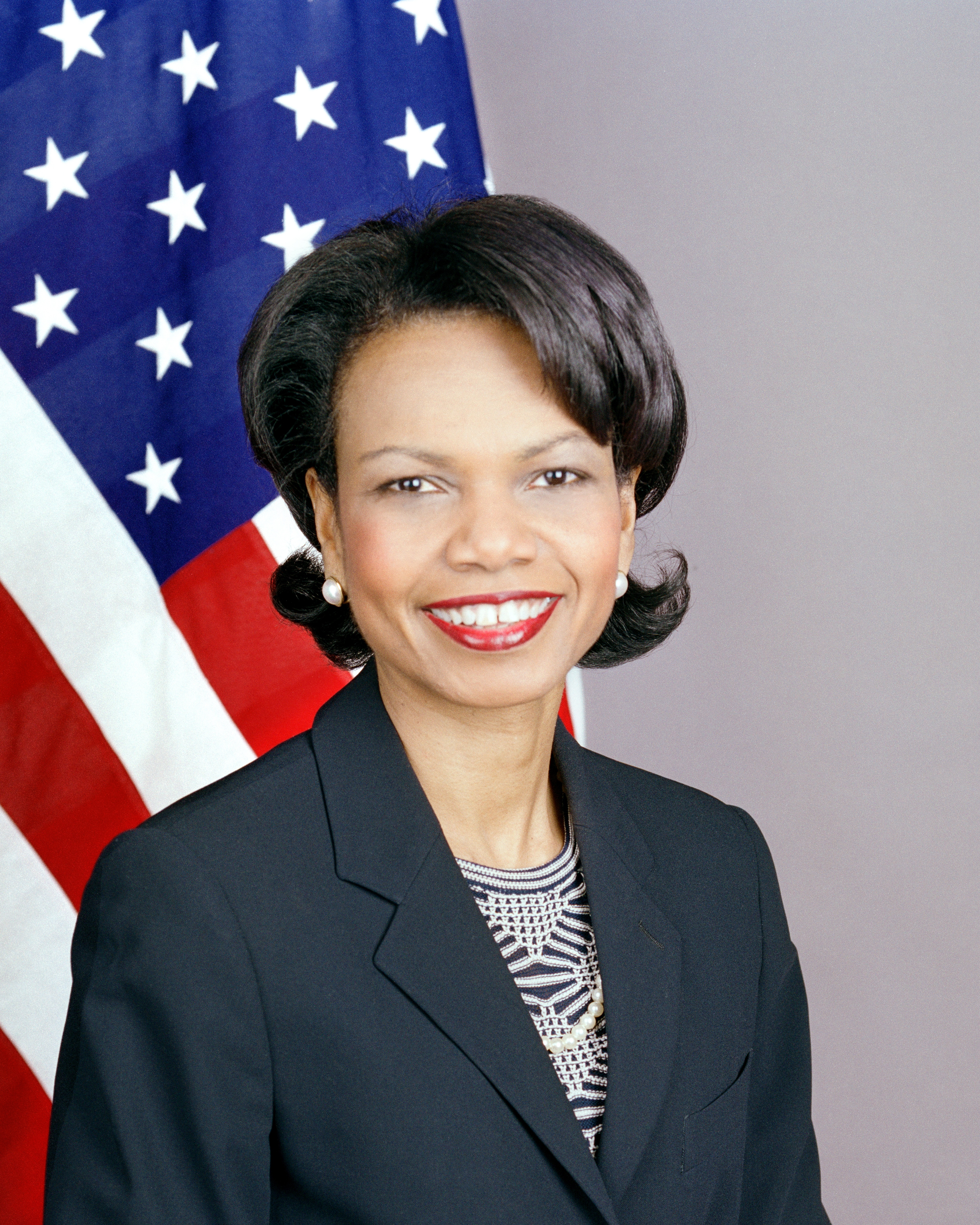
Condoleezza Rice, o relacionamento mais curto de Jack.

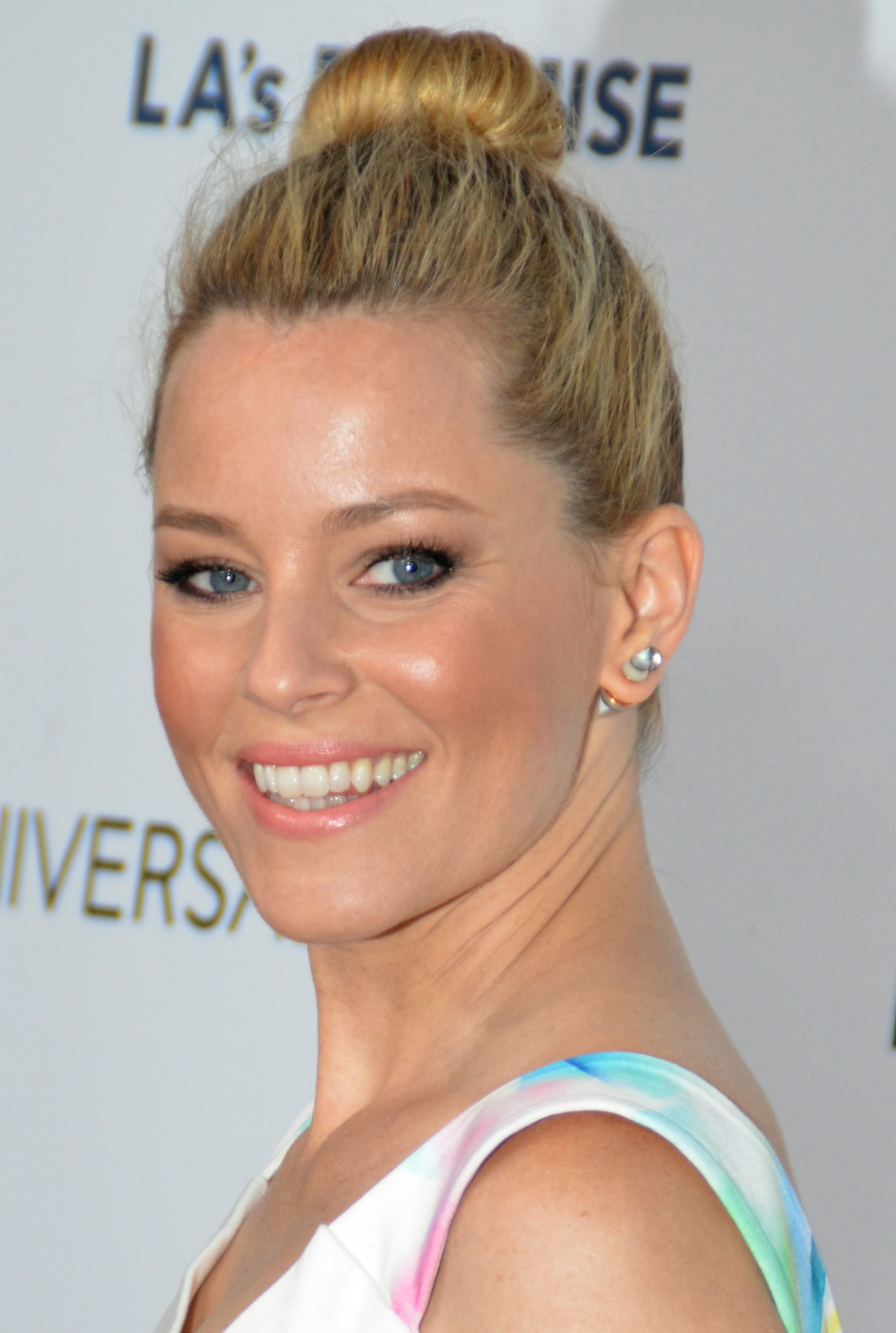
Elizabeth Banks, intérprete de Avery Jessup, ex-esposa de Liz.

| Personagem       | Intérprete          | Caracterização |
| ---------------- | ------------------- | --- |
| Bianca           | Isabella Rossellini | Bianca é a ex-mulher de Jack, cujos anos de felicidade conjugal com o executivo não foram bem felizes, já que a mãe de Jack nunca gostou dela desde o início. Na sua última aparição, ela estava noiva de um homem chamado Vincent Foley e mais tarde ela finalizou seu divórcio com Jack (apesar de estarem separados judicialmente desde 1989). Jack mencionou que ela era muito mulher para ele e essa foi a causa do divórcio. Bianca é capaz de tolerar a maioria de coisas sem sentido de Jack, mas ela aparenta ter ciúmes em relação às mulheres que realmente podem fazer Jack feliz, como evidenciado por Liz quando fingiu ser a namorada de Jack, o que resultou em Bianca atacá-la no evento onde se encontravam. |
| Condoleezza Rice | Condoleezza Rice    | Condoleezza Rice foi especulada, e mais tarde, confirmada como uma das relações mais curtas de Jack. |
| Phoebe           | Emily Mortimer      | Phoebe é uma negociante e leiloeira de arte que trabalha na loja da Christie's no Rockefeller Center. Ela é supostamente galesa e diz ter uma doença chamada "síndrome do osso aviário", que implica que nenhuma pessoa a toque, e também vertigens. Ela sempre se apresenta para Liz cada vez que elas se encontram, e afirma que seus pais eram poetas. Jack pediu Phoebe em casamento depois de Liz ter dado a sua bênção, ao que ela aceitou, deixando Liz deslumbrada. Contudo, Liz apanha Phoebe de mãos dadas com um homem mais velho num restaurante, ao que esta afirma ser um ex-amante. Liz diz a uma Phoebe zangada que ou ela diz a verdade a Jack, ou Liz irá, mas ao mesmo tempo que discute com Liz, Phoebe acidentalmente deixa de usar o seu sotaque britânico, revelando ser norte-americana. Quando Liz fala com Jack sobre isso, ele se recusa a acreditar nela porque, aparentemente, foi avisado por Phoebe que Liz estava a inventar coisas sobre ela. Quando a mãe de Jack, Colleen, aparece, ela tem uma antipatia imediata por Phoebe. Depois de Colleen visitar Jack no hospital, ela descobre que Jack não estava apaixonado por Phoebe, e esta percebe isso e vai embora derrotada. |
| C. C             | Edie Falco          | Celeste "C. C." Cunningham é a congressista do estado de Vermont. Ela é democrata. Ela conheceu Jack em um cerimónia em homenagem a Robert Novak, e os dois acabam por dormir juntos. Pouco tempo depois, Jack descobre quem ela é e que também está a tentar processar a empresa mãe fictícia da NBC, a Sheinhardt Wig Company, por aparentemente despejar alguns "Auburn Fantasy Dye Number 260" no Rio Chickatagua que pôs as crianças de Chickatagua laranjas. Apesar das crenças políticas conflitantes de Jack e C.C., eles decidem iniciar um relacionamento, que fica em segredo. Jack e C. C. finalmente revelam o seu relacionamento em um almoço executivo na GE. Devido a compromissos relacionados ao cargo, e o facto de que Jack vive em Nova Iorque e C.C. vive em Washington, D.C., eles decidem se separar. |
| Elisa Pedrera    | Salma Hayek         | Elisa Pedrera é uma enfermeira porto-riquenha profundamente religiosa que coloca um alto valor à família. Ela foi apresentada como um interesse amoroso de Jack na terceira temporada, quando ela cuida da mãe de Jack, que havia partido a anca. Enquanto cuidam de Colleen, Elisa inicia um relacionamento com Jack. Ela também se preocupa com outro paciente, um homem idoso doente de Alzheimer. O casal tem um amor mútuo pelo gelado McFlurries do McDonald's. Jack pediu Elisa em casamento, ao que ela aceitou, mas depois informou a ele que estava a regressar para o Porto Rico, mas prometeu que iria voltar. Quando finalmente retorna, o casal começa a planear o casamento, mas é revelado que Elisa é famosa entre os porto-riquenhos, uma vez que matou o seu marido quando descobriu que ele a estava a trair. Ela fica com uma raiva homicida quando acredita que Jack e Liz estão a ter um caso, mas depois de ser dissuadida, se acalma e concorda com Jack em acabar com o casamento e terminar a relação pois não consegue controlar seu ciúme. |
| Nancy Donovan    | Julianne Moore      | Nancy Donovan foi a paixão de Jack durante o seu tempo no ensino médio. Ela e Jack tinham a mesma aula de alemão (na qual Jack tinha o nome "Klaus" e Nancy tinha o nome "Greta"). Quando Jack viajou para Boston, eles se reencontraram e ele voltou a sentir a sua paixão. Jack finalmente confessa os seus sentimentos por ela, ao que ela responde com um beijo. Contudo, eles nunca chegaram realmente a ter um relacionamento. A maioria de suas falas são escritas para mostrar o seu pesado sotaque de Boston. Ela é uma católica devota. |
| Avery Jessup     | Elizabeth Banks     | Avery Jessup-Donaghy é uma personalidade mediática conservadora e a apresentadora do talk-show político The Hot Box e comentarista do CNBC. Ela começa uma relação com Jack na quarta temporada, num momento em que ele acreditava que Nancy não iria se divorciar de seu marido. Ele acaba por namorar com as duas simultaneamente, eventualmente acabando por escolher Avery sobre Nancy, pouco depois de saber que ela está grávida. Originalmente de Maryland (mas tem ascendência sueca), ela estudou na Choate Rosemary Hall e de seguida na Universidade Yale. Eles casam-se na quinta temporada, e o bebé nasceu pouco depois em Toronto, fazendo da filha deles canadense-americana, e nomeou-a Liddy Elizabeth Donaghy - em honra de Liddy Dole, G. Gordon Liddy, e um instrutor de Jack artes marciais, Li-D; o nome do meio é uma homenagem a Liz. No fim dessa temporada, Avery é raptada em uma viagem à Coreia do Norte por Kim Jong-il. Após varias tentativas, Jack finalmente resgata-a, contudo ela foi forçada a casar com Kim Jong-un. Eles eventualmente se divorciam. |

### Família das personagens principais

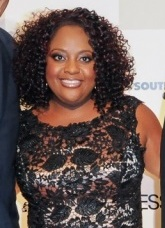
Sherri Shepherd, intérprete de Angie Jordan, esposa de Tracy.

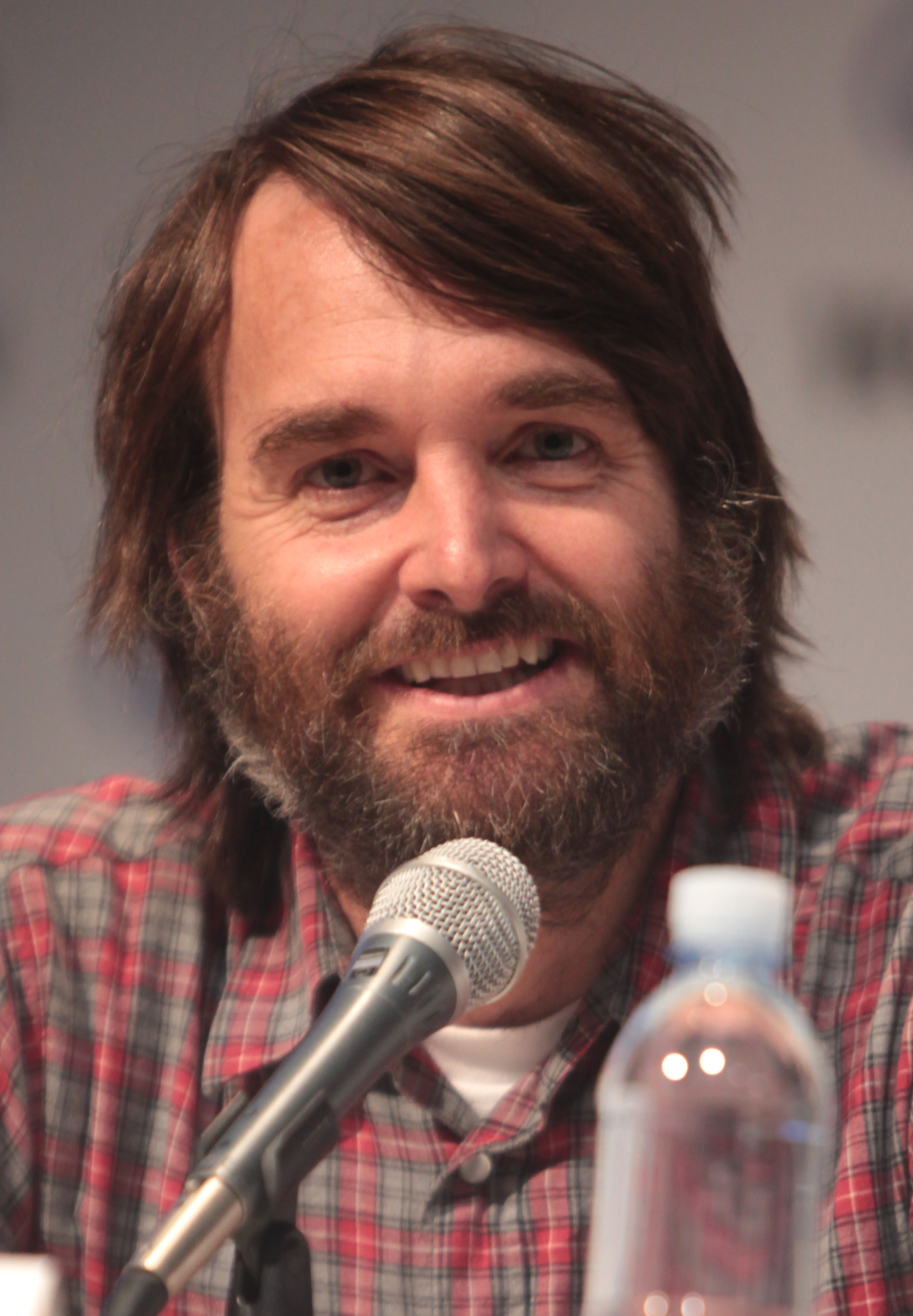
Will Forte, intérprete de Paul L'astnamé, marido de Jenna.

| Personagem        | Intérprete         | Caracterização |
| ----------------- | ------------------ | --- |
| Angie Jordan      | Sherri Shepherd    | Angie Jordan é a esposa de Tracy. Eles se casaram a 30 de Agosto de 1991. Tracy e Angie frequentemente usam formas diferentes de interpretação sexual. Tracy implica em "Black Tie" que ele e Angie têm um casamento aberto, mas Angie parece não estar feliz com as escapadas extra-conjugais do marido (que são mais tarde reveladas como histórias para melhorar a imagem de Tracy). Ela mandou Tracy para fora de casa, mas depois o aceitou de volta. Ela parece ter uma personalidade dominadora bombástica e é bastante exigente de seu marido, tanto financeira como sexualmente. Como o marido, ela sempre chama Liz por seu nome completo, com quem ela é rude, tendo quase a atacado depois que esta não deu atenção a Tracy. Tracy diz que conheceu Angie há 20 anos, depois de ela ter lhe dado um cocktail de camarão no restaurante em que ele estava hospedado. Quando Tracy decide que quer uma filha, ela o diz para provar que é responsável, ao que ele consegue ao vencer um EGOT. |
| Colleen Donaghy   | Elaine Stritch     | Colleen Donaghy (nome de solteira: Murphy) é a mãe arrogante e exigente de Jack, que geralmente não quer nada com ela, embora tenha sido demonstrado que, no fundo, ele realmente a ama. Ela geralmente critica as habilidades de Jack, e sempre hesita ao mostrar-lhe qualquer afeição real. Na terceira temporada, é revelado que Colleen fez um grande esforço para proporcionar boas lembranças de Natal para Jack, apesar da pobreza da família e da falta de um pai. Isso faz com que Jack revele que a ama. Ela uma vez partiu as suas duas ancas devido a um acidente causado por Jack. Colleen faleceu na sétima temporada. |
| Milton Greene     | Alan Alda          | Milton Greene é o pai biológico de Jack, um professor universitário muito liberal de Vermont. Ele foi apresentado no fim da terceira temporada, após ser descoberto por Jack quando Colleen revelou que o seu ex-marido, Jim Donaghy, uma vez a deixou em 1957 e retornou em 1959. Jack foi concebido em 1958, revelando que Jim Donaghy não é o seu pai. Greene afirma ter sido um inquilino de Colleen quando a engravidou, tendo mudado de casa antes do nascimento de Jack. Ele é um democrata judaico, algo que deixa Jack horrorizado. Milton mais tarde revela que está a precisar de um transplante de rim, o que implica que Jack tivesse que ser o dador; no entanto, é revelado que ele não é um dador compatível para Milton. Como último recurso para salvar seu pai, Jack emite um especial de televisão na esperança de que alguém vá doar um rim para o seu pai. |
| Tracy Jordan, Jr. | Bobb'e J. Thompson | Tracy Jordan, Jr. é o combativo filho de Tracy e Angie. Os Jordans têm um outro filho, George Foreman Jordan, que ainda não falou no show. Ele é caracterizado por uma personalidade agressiva e autoritária e falta de respeito para com o seu pai e os mais velhos em geral. |
| Verna Maroney     | Jan Hooks          | Verna Maroney é a mãe de Jenna. Ela sempre manipula a sua filha para perdoá-la, com o objectivo de desenvolver a ideia de um reality show para Jack. No final, Jack paga-a para fingir ser uma mãe cuidadosa e emocionante. Ela foi rejeitada por seu marido Werner, um servidor de hambúrgueres no subúrbio de Santa Bárbara, e trocada por uma surfista de cabelos encaracolados chamada Roberta. |
| Paul L'astnamé    | Will Forte         | Paul L'astnamé é o esposo travesti de Jenna. Eles se conheceram durante um concurso no qual Paul venceu pela personificação de Jenna. Eles têm um gosto mútuo por práticas sexuais não-ortodoxas e se casaram no funeral da mãe de Jack em surpresa cerimónia, após Paul ter pedido em Jenna em casamento durante uma transmissão ao vivo do TGS. Após o casamento, Paul levou o nome e sobrenome da sua esposa, chamando-se, portanto, Sr. Jenna Maroney. |

1. ↑  Sharon Wilkins somente interpretou o papel no episódio "Jack the Writer" na primeira temporada.
2. ↑  Um EGOT é uma colecção dos prémios Emmy, Grammy, Óscar e Tony.

### Outras personagens recorrentes
Aqui estão inclusas as personagens que faziam aparição recorrente no seriado. Chris Parnell é o único actor recorrente que fez uma participação na série durante todas as suas sete temporadas. Steve Buscemi, intérprete do personagem Lenny Wosniak, também costumava dirigir episódios para 30 Rock, tendo feito ainda uma participação em um destes.

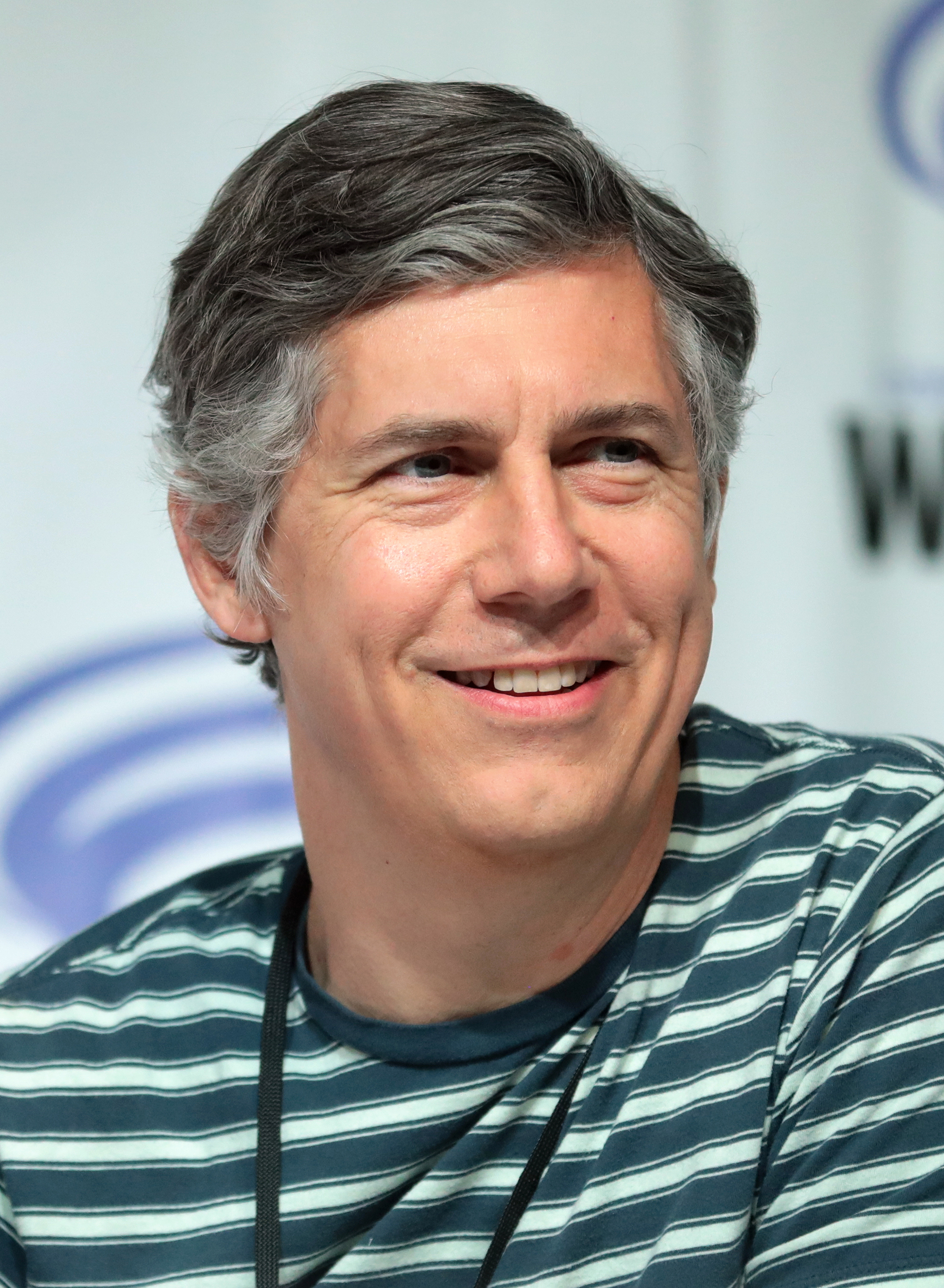
Chris Parnell, intérprete do Dr. Leo Spaceman, médico da NBC.

| Personagem       | Intérprete                  | Caracterização |
| ---------------- | --------------------------- | --- |
| Dr. Leo Spaceman | Chris Parnell               | Leo Spaceman (pronounciado /spəˈtʃɛmɨn/, excepto por Tracy Jordan que se refere a ele como "Spaceman") é o doutor do TGS with Tracy Jordan. Spaceman é um graduado da Ho Chi Minh City School of Medicine e frequentemente pratica, ou tenta praticar, questionáveis acções médicas, como dar um "selo médico profissional de aprovação" a uma máquina de carne defeituosa. Apesar disso, Jack é inabalável em sua sustentação de habilidades de Spaceman. Ele escreveu um livro best-seller intitulado The Cigarette Diet e encontrou chocantes anormalidades médicas durante a Tempestade no Deserto que seu chefe se recusou a apresentar um relatório sobre Saddam Hussein, e começou a namorar Lynette "Squeaky" Fromme, a quem ele descreve como "difícil". |
| Lenny Wosniak    | Steve Buscemi               | Lenny Wosniak é um investigador particular que foi contratado por Jack em algumas ocasiões. Jack o contratou primeiramente na segunda temporada, para espionar Jack e verificar se ele tinha algum antecedente no seu passado que poderia impedi-lo de ser nomeado o CEO da General Electric. Ele é conhecido por ter uma vida pessoal estranha e por fazer exercício em um ginásio local. Em algum momento de seu passado ele foi chamado de "O Camaleão" por causa de seu corpo esguio e grandes olhos molhados. Ele também não tem permissão por seu pastor para ter uma arma devido a seus problemas com a depressão. |
| Donald Jordan    | Michael Benjamin Washington | Donald é um empresário que finge ser o filho de Tracy. Isso é praticamente impossível, uma vez que ele é dois anos mais velho que Tracy. Suas ideias de negócio consistem em empreendimentos de perda de dinheiro, nas quais ele escolhe nomes de empresas que já são utilizadas por grandes corporações. Tracy não sabe se Donald é filho dele, mas apoia suas ideias insanas de qualquer maneira, e Jack, que tinha convencido Tracy para deixar Donald, diz a ele para continuar a ser um pai. |